# 中山洋平
中山 洋平（なかやま ようへい、1964年 - ）は、日本の政治学者。東京大学大学院法学政治学研究科教授。専門は、ヨーロッパ比較政治、フランス政治。

## 略歴
- 1964年 神奈川県横浜市に生まれる
- 1983年 私立麻布高等学校卒業
- 1989年 東京大学法学部第3類卒業
- 1991年 同大学院法学研究科修士課程修了
- 1992年 同大学院博士課程退学
- 1992年 同大学院助手

この間、パリで国立現代史研究所客員研究員として在外研究。
- 1997年 東京大学大学院法学政治学研究科専任講師
- 1999年 同研究科助教授
- 2007年 同研究科准教授

コーネル大学、パリ政治学院、ハーヴァード大学にて、客員研究員として在外研究
- 2010年 東京大学大学院法学政治学研究科教授（現職）

## 著作
- 『戦後フランス中央集権国家の変容――下からの分権化への道』東京大学出版会、2017年
- 『戦後フランス政治の実験――第四共和制と「組織政党」1944-1952年』東京大学出版会、2002年

### 共編著
- 『放送大学教材　ヨーロッパ政治史』水島治郎共著、放送大学教育振興会、2020年

### 訳書
- ミシェル・マルゲラーズ／ダニエル・タルタコウスキ『解けていく国家　現代フランスにおける自由化の歴史』

尾玉剛士共訳、吉田書店、2023年

### 論文
- 「例外としてのフランス・なぜキリスト教民主主義政党は根付かなかったのか――世紀末の組織化の挫折と媒介構造の形成」日本政治学会編『年報政治学』（岩波書店, 2001年）
- 「CAP（共通農業政策）の転換とフランス農業セクターの統治システムの解体――加盟国政府の対応戦略と政党政治」『社会科学研究』57巻2号（2006年）
- 「市場・地域統合と政官ネットワーク――仏伊地方公共投資をめぐる政策システムの転換」城山英明・大串和雄編『政治空間の変容と政策革新（1）政策革新の理論』（東京大学出版会, 2008年）
- 「中央からの財政資源配分と地方政治構造の変容――20世紀南フランスの事例」河田潤一編『汚職・腐敗・クライエンテリズムの政治学』（ミネルヴァ書房, 2008年）
- 「MRP（人民共和運動）の青年・学生グループの軌跡――フランスにおけるキリスト教民主主義勢力解体に関する一考察」田口晃・土倉莞爾編『キリスト教民主主義と西ヨーロッパ政治』(木鐸社, 2008年)